# Los perros de la guerra (William Shakespeare)
Los perros de la guerra es una frase del Acto 3, Escena 1, línea 273, de la obra Julio César de William Shakespeare:

Grita «¡Devastación!» y suelta a los perros de la guerra. (Cry «Havoc!», and let slip the dogs of war).

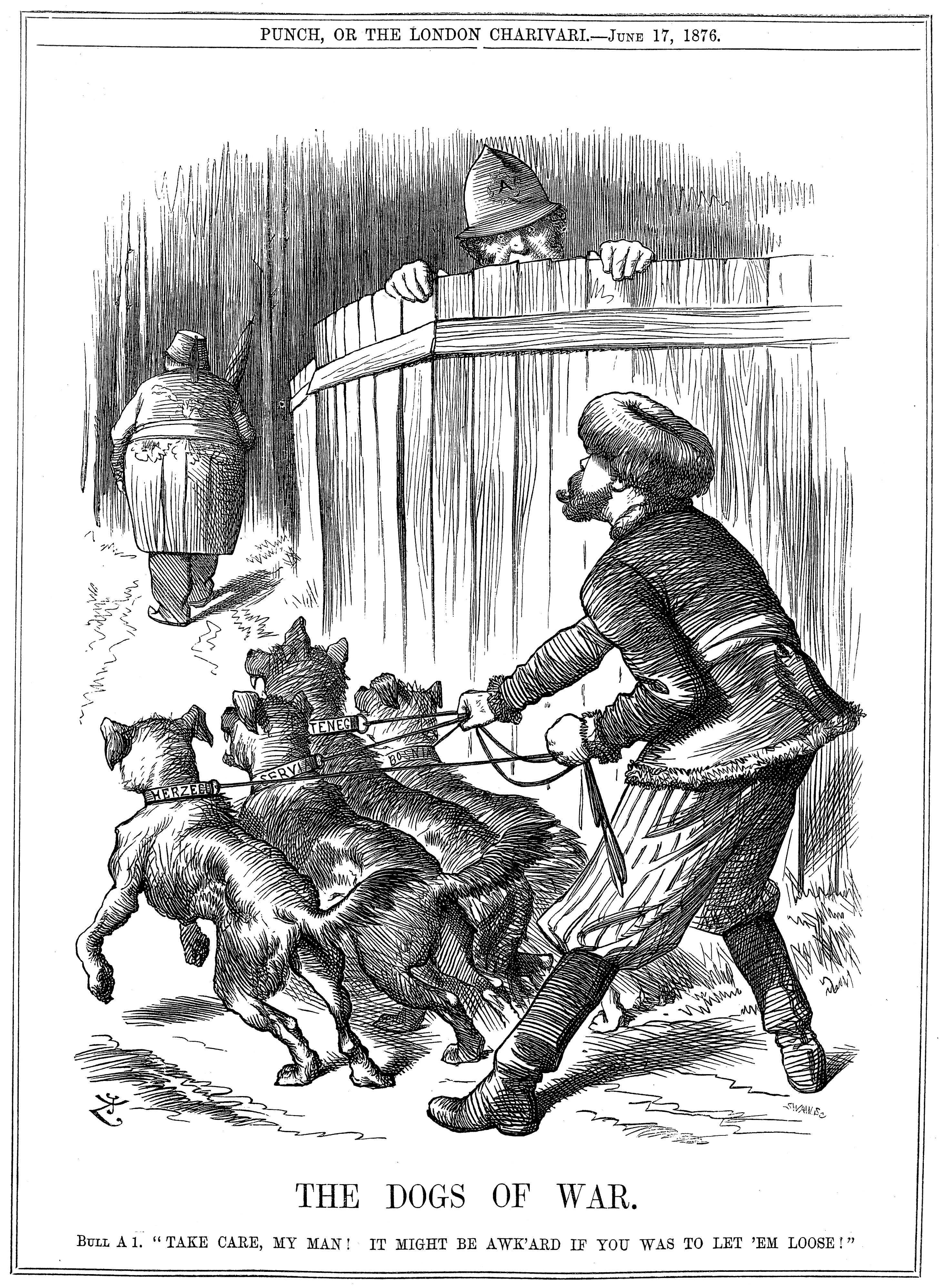
"Los perros de la guerra": una caricatura de Punch del 17 de junio de 1876 que muestra a Rusia impidiendo que los países balcánicos ataquen a Turquía. A principios de julio se declaró la guerra.

Mientras que la palabra perro tiene su sentido corriente, la interjección ¡Devastación! (Havoc en el original) hace referencia a una orden militar que permite el pillaje o saqueo después de una victoria. Además del significado literal, existe un paralelismo con el prólogo de Enrique V, donde se describe que el rey guerrero tiene a sus pies, esperando sus órdenes, unos perros de caza llamados «el hambre, la espada y el fuego».
La frase ha llegado a convertirse en un tópico de uso general y aparece en libros, música, cine y televisión.
- Datos: Q7776984